# Міжнародна конвенція про захист прав усіх трудящих-мігрантів та членів їхніх сімей
Міжнаро́дна конве́нція про за́хист пра́в усі́х трудя́щих-мігра́нтів та чле́нів ї́хніх сіме́й — юридично обов'язкова для держав-учасниць міжнародна угода, яка гарантує гідність та рівність працівників-мігрантів та членів їхніх сімей.